# San Miguel (miasto w Salwadorze)
San Miguel (dawniej San Miguel de la Frontera) – miasto we wschodnim Salwadorze, położone na wysokości 107 m n.p.m. u podnóży wulkanu San Miguel, nad rzeką Río Grande de San Miguel, w odległości 140 km na wschód od stolicy kraju San Salvadoru.Ludność (2007): 158,1 tys. (miasto), 218,4 tys. (gmina) – czwarte co do wielkości miasto kraju. Ośrodek administracyjny departamentu San Miguel.
Miasto zostało założone 8 maja 1530 przez hiszpańskiego zdobywcę Luisa de Moscoso na miejscu indiańskiej osady Chaparrastique (nazwa ta oznaczała „miejsce z cudownym ogrodem”). Zachowało się tutaj wiele zabytków epoki kolonialnej: barokowe kościoły, budynki ratusza i sądu oraz domy mieszkalne. Miasto znane też jest z festiwalu ulicznego, który odbywa się co roku w listopadzie. W mieście znajduje się ponadto port lotniczy El Papalon.
San Miguel jest ważnym ośrodkiem handlowym tej części kraju. Rozwinął się tutaj przemysł spożywczy i włókienniczy.. W pobliżu znajdują się kopalnie srebra i złota.